# 红花琉璃草
红花琉璃草（学名：Cynoglossum officinale）是紫草科倒提壺属的植物。分布在俄罗斯及中国新疆等地，生长于海拔1,500米至1,800米的地区，一般生于山沟、阴湿山坡或草场，目前尚未由人工引种栽培。

## 外部連結
- Cynoglossum officinale information from NPGS/GRIN